# 威尔伯·史密斯

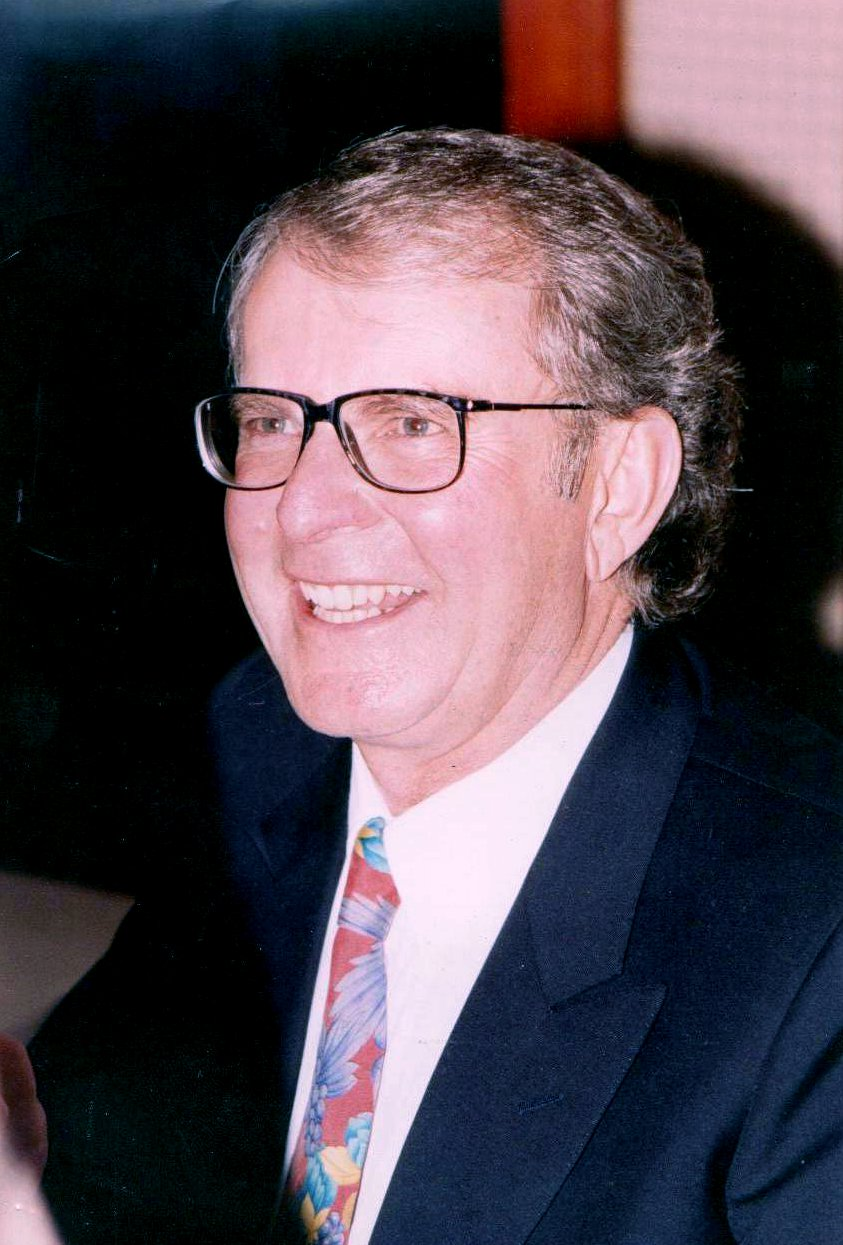
威尔伯·史密斯

威尔伯·艾迪生·史密斯（1933年1月9日 - 2021年11月13日） 是一位生于北羅德西亞的英国裔南非小说家，他也是一名全职作家，他的作品主要以南部非洲為背景。他的第一本著作於1964年问世，一生共出版了49本著作。截止其去世時，其作品销售逾1.4亿万册，全球译本超过30种语言。